# Alicia Coppola
Alicia Coppola (Huntington (New York), 12 april 1968) is een Amerikaanse actrice.

## Biografie
Coppola doorliep de high school aan de Kent School in Kent (Connecticut) waar zij in 1986 haar diploma haalde. Hierna haalde zij in 1990 haar bachelor aan de New York-universiteit in New York. 
Coppola is getrouwd en heeft hieruit drie kinderen. 

## Filmografie

### Films
Uitgezonderd korte films.
- 2017: A Cowgirl's Story - als Helen Rhodes
- 2015: We Are Your Friends - als Tanya Romero
- 2008: Black Widow – als Melanie Dempsey
- 2007: National Treasure: Book of Secrets – als FBI agente Spellman
- 2004: Fresh Cut Grass – als Macy
- 2003: Sin – als Bella
- 2003: Welcome to the Neighborhood – als Helen
- 2003: Becoming Marty – als advocate
- 2002: Framed – als Lucy Santini
- 2001: Zigs – als Rachel
- 2000: Blood Money – als Gloria Restrelli
- 1999: Velocity Trap – als Beth Sheffield
- 1998: The Perfect Getaway – als Alex Vaughn
- 1996: For the Future: The Irvine Fertility Scandal – als verpleegster Beth
- 1992: The Keys – als Terry

### Televisieseries
Uitgezonderd eenmalige gastrollen.
- 2010-2022: NCIS: Los Angeles - als FBI agente Lisa Rand - 5 afl.
- 2021 Generation - als Carol - 4 afl.
- 2019 Why Women Kill - als Sheila Mosconi - 9 afl.
- 2019 Empire - als Meghan Conway - 8 afl.
- 2019 Blood & Treasure - als dr. Ana Castillo - 5 afl.
- 2016-2018: Shameless - als Sue - 9 afl.
- 2016: The Young and the Restless - als dr. Meredith Gates - 30 afl.
- 2012: Common Law – als Jonelle – 5 afl.
- 2011: The Nine Lives of Chloe King – als Valentina – 4 afl.
- 2006-2008: Jericho – als Mimi Clark – 25 afl.
- 2004-2005: NCIS – als luitenant commandant Faith Coleman – 2 afl.
- 2003-2004: American Dreams – als Nancy – 6 afl.
- 2002: Ally McBeal – als Holly Richardson – 2 afl.
- 2000-2001: Bull – als Marissa Rufo – 20 afl.
- 1999: Cold Feet – als Karen Chandler – 9 afl.
- 1998-1999: Trinity – als rechercheur Patricia Damiana – 9 afl.
- 1997: The Sentinel – als Samantha – 2 afl.
- 1991-1993: Another World – als Lorna Devon – 127 afl.

- Biblioteca Nacional de España: XX1667624
- Bibliothèque nationale de France: cb14166379p (data)
- International Standard Name Identifier: 0000 0000 0103 5011
- Nationale Bibliotheek van Polen: a0000002394619
- Virtual International Authority File: 51898561